# Враняк
Враняк (болг. Враняк) — село в Болгарии. Находится в Врачанской области, входит в общину Бяла-Слатина. Население составляет 440 человек.

## Политическая ситуация
В местном кметстве Враняк, в состав которого входит Враняк, должность кмета (старосты) исполняет Цветан Илиев Маринов (Рома) по результатам выборов.
Кмет (мэр) общины Бяла-Слатина — Венцислав Велков Василев (Болгарская социалистическая партия (БСП)) по результатам выборов.